# Apatosaurus
Apatosaurus var en slægt af planteædende dinosaurer blandt diplodociderne som levede fra den sene juratid.